# تل الرامة
تل الرامة هو تلٌ صغيرٌ في الأردن يقبعُ في السهل شرق نهر الأردن، ويبعد حوالي 12 ميلاً عن أريحا. يضمُ التل مقبرةً إسلاميةً في الأكروبول، مما يمنع الحفر فيها. وقد حُددت موقعًا لليفياس، ولكن الأعمال الأخيرة حولها أخرجت نظريةً مفادها أن تل الرماح كان المركز التجاري والسكني لليفياس، بينما يقع المركز الإداري في تل الحمام.

## التسمية
وفقًا لفيلهي وهابيل فإنَّ الاسم الحديث «الرامة» قد يكون مشتقًا من الاسم القديم (Βηθαραμθα)،[بحاجة لمصدر] وهو ما كان يُشير إليه يوسيفوس باسم ليفياس. يعتقد دفورجيتسكي أن الاسم الحديث «الرامة» مشتقٌ من وادي الرامية.

## التحديد
يذكرُ نيلسون جلوك: "إن العلاقة بين بيت حرام، وبيت الرمثا، وبيت الرام، وبيت رامة، وتل الرامة مع ليفياس... أمرٌ صحيحٌ بلا شك. ولكنه لا يثبت أنَّ تل الرامة سيُحدد بأنه الموقع الفعلي لبيت حرام الإنجيلي القديم... إنَّ فحص الفخار في تل الرامة يثبت أنه لا يمكن أن يكون هذا التعريف صحيحًا".
ويضيف جريفز وستريبلينج أنُه في حين أن تل الرماح كان المركز التجاري والسكني لليفياس، فإنَّ المركز الإداري يقع بالقرب من تل الحمام. ويوجد في تل الرامة مصدر مياه طبيعية، وقد جادل البعض في أنها تلقت مياهها من الينابيع الساخنة في تل الحمام.
حدد دفورجيتسكي تل الرامة مع ليفياس بسبب وجود مكعباتٍ فخارية أو فسيفساء من العصور البيزنطية والعصور الإسلامية المبكرة.